# 旧古仔
舊古仔位於吉隆坡南部，距離吉隆坡市中心約10公里，毗鄰大城堡、武吉加里爾、新街場、華聯花園等，是個以華人為主的舊社區。根據士布爹區國會議員服務中心提供的數據顯示，舊古仔的人口密度由2013年每畝僅60人，在2016年已飆升至324人，漲幅達5倍。

## 地名
「舊古仔」爲Kuchai Lama的半音半意譯詞。馬來語中Lama意爲「舊」，而Kuchai就是「韭菜」（閩南語白話字：kú-chhài），爲馬來語的閩南語借詞，「古仔」（粵拼：gu2  zai2）則是粵語對Kuchai的音譯。古仔早期也有被寫作「古齋」。

## 商業活動

舊古仔玛珠商业区街景

舊古仔位於吉隆坡市中心與八打靈再也之間，商業活動繁盛，周邊已具備完善的設施，如學校、銀行、餐飲等，加上這里以華人人口居多，且社區內有許多餐廳等商業活動，非常熱鬧。因交通發達之故，當地在1980年起被地產商看中，建設第一座高樓公寓後，其他住宅也如雨後春筍般設立。在舊古仔一帶，至少設有20多座高樓層的住宅，目前仍有多項大型開發案仍在建設中，以朝向高密度的社區發展，同時也造成當地經常發生交通阻塞的問題，據估計，舊古仔一帶每條車道每小時有逾1,400量車子行駛。
除了馬來西亞華人，舊古仔也吸引不少海外中國人落腳居住，當地商業區擁有超過20家海外中國人所經營的餐飲店家，販售川菜、湘菜、火鍋等具中國特色的餐飲及中國超市，成為另類的“中國城”，這些中國業者主要聚集在古仔瑪珠路（Jalan Kuchai Maju）一帶。

## 教育
位於舊巴生路的崇文華小，坐落在舊巴生路的巴剎旁，是舊古仔一帶唯一的華文小學，創立於1938年。
| 学校编号 | 地区     | 中文名称 | 马來文名称        | 邮政 编码 | 位置 | 津贴 制度 | 学生 数量 | 坐标                                        |
| -------- | -------- | -------- | ----------------- | --------- | ---- | --------- | --------- | ------------------------------------------- |
| WBC0144  | 旧巴生路 | 崇文华小 | SJK(C) Choong Wen | 58000     | 市区 | 半津      | 2001      | 3°05′36″N 101°40′34″E / 3.0932°N 101.6760°E |

## 交通

### 道路
舊古仔有8條高速大道可通往吉隆坡市中心、八打靈再也、梳邦再也、莎亞南等地，分別為精明隧道（SMART）、聯邦大道（FH2）、新班底大道（NPE）、東西連貫大道（又稱沙叻大道，Salak Highway）、新街場大道（BESRAYA）、隆芙大道（KLS）、隆布大道（MEX）和莎亚南大道（KESAS）。

### 鐵路
目前鐵路服務，僅有2 巴生港线的班底達南站為最靠近舊古仔一帶的鐵路車站，12 布城线于舊古仔新
設有一站－古仔站，并於2023年正式运营。
| 車站編號 | 車站名称   | 原文名       | 车站服务   |
| -------- | ---------- | ------------ | ---------- |
| KD03     | 班底達南站 | Pantai Dalam | 2 巴生港线 |
| SSP23    | 古仔站     | Kuchai       | 12 布城线  |